# Entomobryini
Tribu
Les Entomobryini sont une tribu de collemboles de la famille des Entomobryidae.

## Liste des genres
Selon Checklist of the Collembola of the World (version du 19 décembre 2019) :
- Calx Christiansen, 1958
- Drepanura Schött, 1891
- Entomobrya Rondani, 1861
- Entomobryoides Maynard, 1951
- Himalanura Baijal, 1958
- Isotobrya Womersley, 1934
- Marginobrya Yoshii, 1992
- Mesentotoma Salmon, 1942
- Prodrepanura Stach, 1963
- † Permobrya Riek, 1976

## Publication originale
- Schäffer, 1896 : Die Collembolen der Umgebung von Hamburg und benachbarter Gebiete. Mitteilungen aus dem Naturhistorischen Museum in Hamburg, vol. 13, p. 149–216 (texte intégral).